# Nový Falkenburk
Nový Falkenburk je původně renesanční zámek ze 16. století v Jablonném v Podještědí v okrese Liberec, který nechal postavit majitel zdejšího panství Jindřich Berka z Dubé. Později byl přestavěn barokně ve druhé polovině 18. století rodem Pachtů z Rájova a nakonec byl upraven novobarokně počátkem 20. století. Zámek se nachází na západním okraji města a není veřejnosti přístupný. 

## Historie

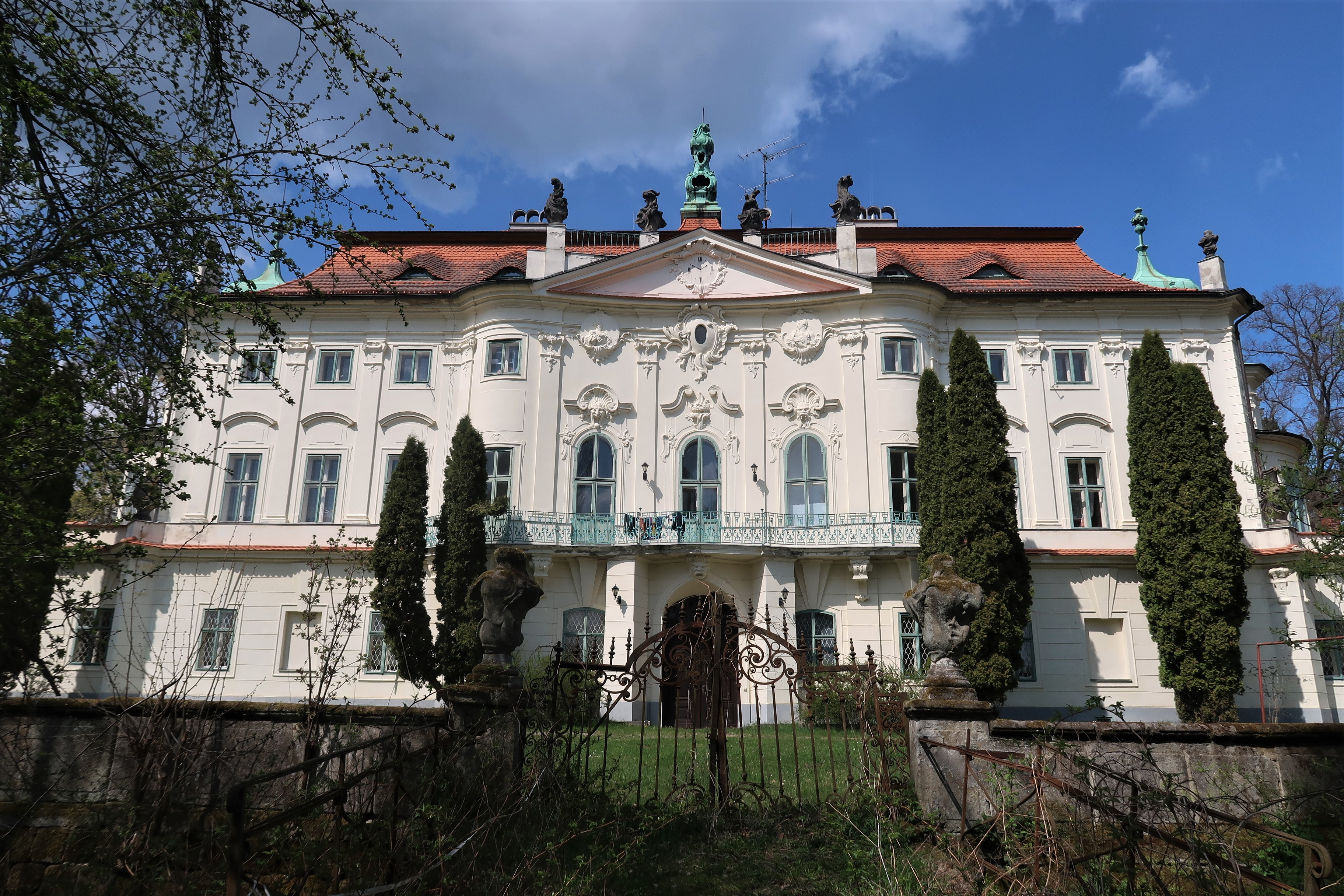
Zahradní průčelí zámku

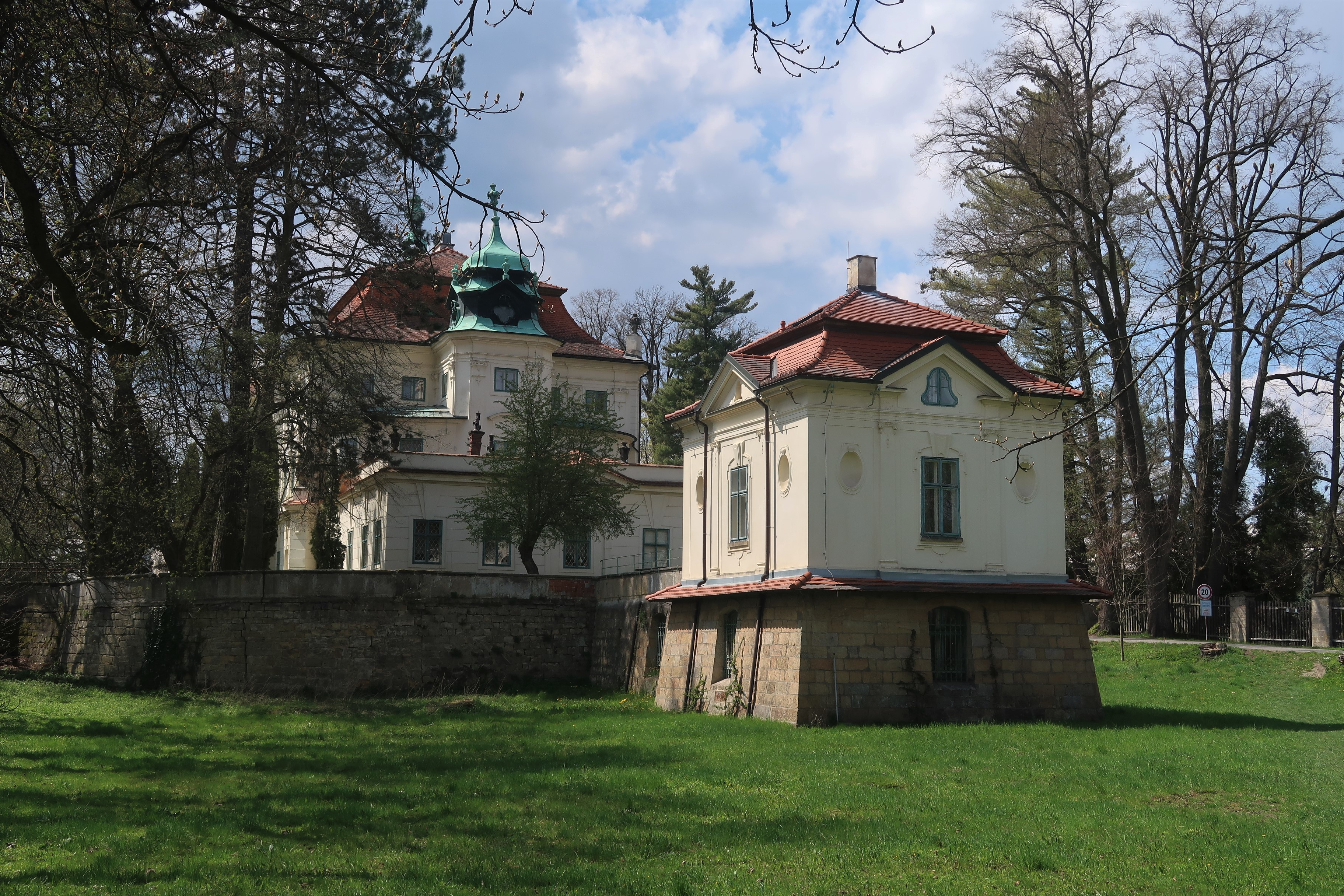
Areál zámku pohledem od východu cestou z Jablonného v Podještědí

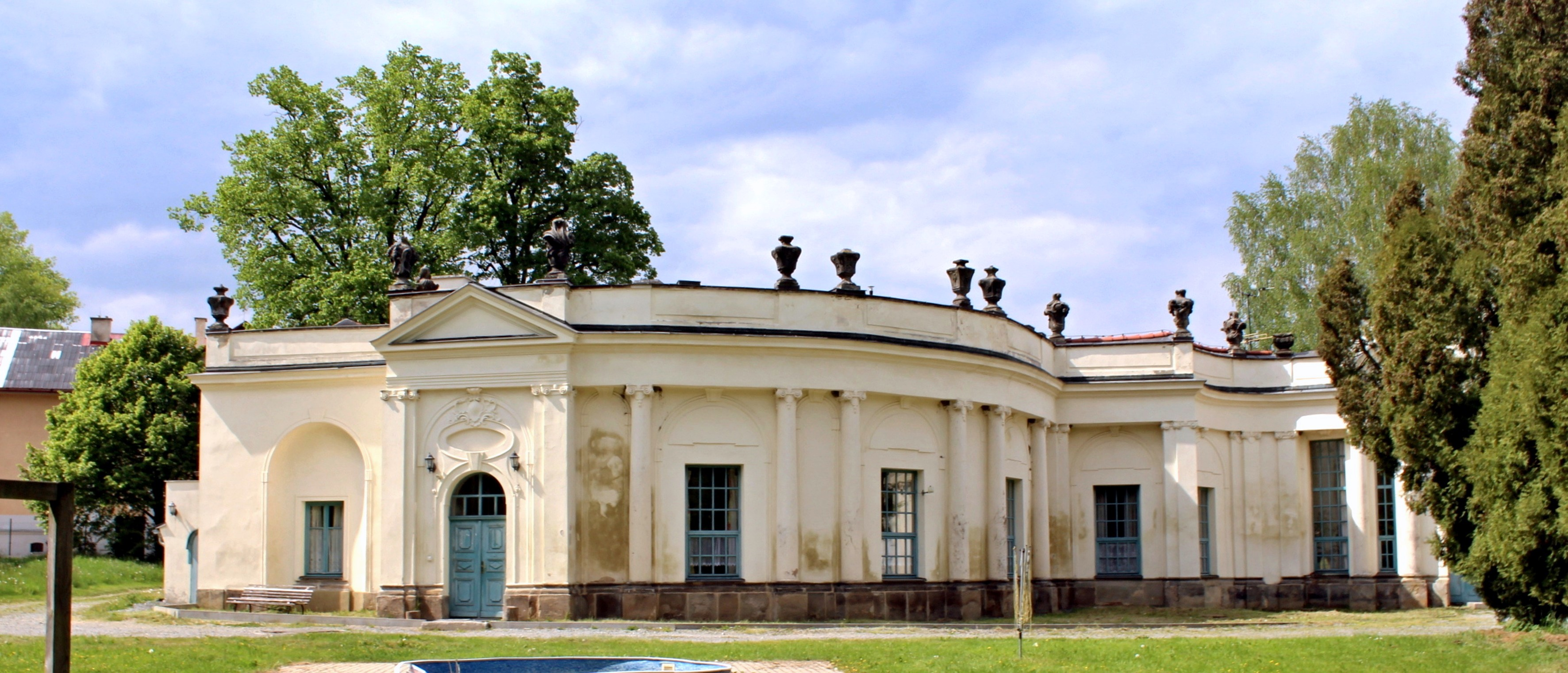
Oranžerie v zámeckém parku

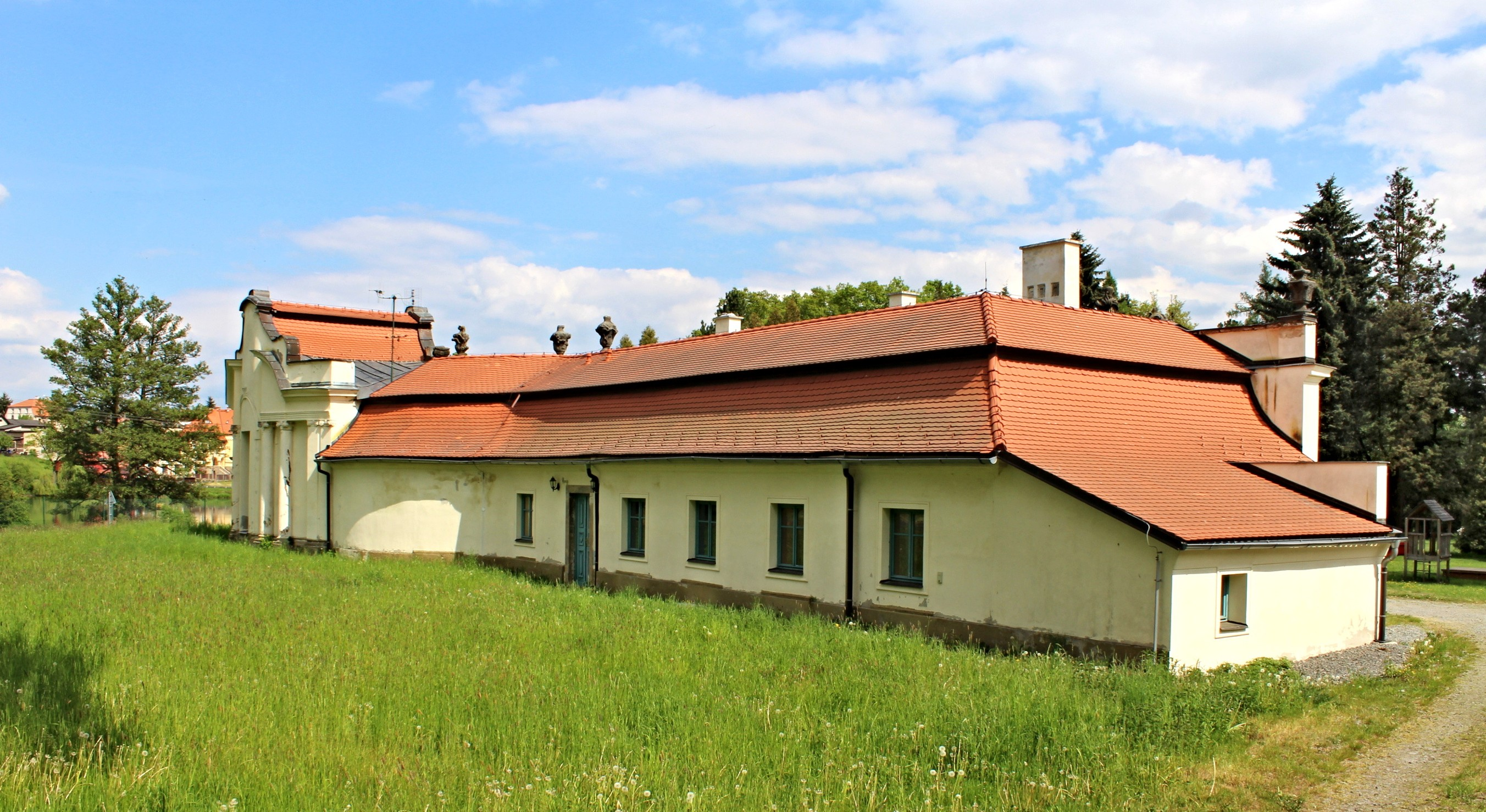
Oranžerie

Na místě dnešního zámku stávala zřejmě ve 14. století dřevěná tvrz, která před rokem 1450 zanikla. Vlastník panství Jindřich Berka z Dubé zde nechal v letech 1562 až 1572 postavit u rybníka (dnes pojmenován Mlýnský rybník) kamenný zámeček s věžičkou a dvěma křídly. Posledním potomkem rodu Berků byl významný diplomat František Antonín Berka z Dubé, který proslul především financováním stavby chrámu sv. Vavřince v Jablonném. Po jeho smrti se ve vlastnictví v rychlém sledu vystřídali členové rodu Nosticů, Kinských a Bruntálských z Vrbna. V roce 1718 se panství Jablonné i se zámkem Nový Falkenburk stalo majetkem českého rodu Pachtů z Rájova, jemuž patřil 150 let až do roku 1867. Prvním z Pachtů byl hrabě Jan Jáchym (1676–1742), který za války o rakouské dědictví zahynul ve francouzském zajetí. Jeho syn František Josef Pachta z Rájova (1710–1799) zastával vysoké zemské úřady v Českém království a kromě výstavby letohrádku přímo v Jablonném podnikl také radikální přestavbu falkenburského zámku. Přestavbu prováděl Filip Heger v roce 1759
V zahradě byla vybudována v roce 1760 Hegerem pozoruhodná oranžérie zvlněného půdorysu. Stavba je označována jako opozdilý projev dynamického baroka. Heger byl také autorem koncepce zámecké zahrady ve stylu francouzského parku. Hospodářské zázemí bylo ve druhé polovině 18. století doplněno stavbou rozsáhlé barokní sýpky severozápadně od zámku.
Během sedmileté války zde byl vojenský lazaret a pak postupně zámek zpustl. Od Pachtů z Rájova koupil zámek v roce 1867 saský velkostatkář Karl Palme. Již v roce 1872 se novým majitelem stal bohatý továrník Franz Mattausch z Benešova nad Ploučnicí. Za něj zámek sloužil jen hospodářským potřebám a v honosných rokokových sálech byla sýpka. Velkostatek byl v roce 1883 ohodnocen sumou 195 000 zlatých a patřilo k němu tehdy 410 hektarů půdy. V roce 1901 koupil velkostatek se zámkem Johann Moritz Liebieg z bohaté liberecké podnikatelské rodiny. Ten hned po převzetí majetku přistoupil k radikálním úpravám zámku a učinil z něj své hlavní sídlo. Přestavby jím provedené jsou označovány jako necitlivé a pseudorokokové.
Nyní je zámek i s barokním parkem veřejnosti nepřístupný. Po roce 1945 zde bylo odborné učiliště a nyní je využíván jako dětský domov. V roce 2001 byla provedena renovace zámku.

## Přístup
Zámek je pro veřejnost nepřístupný. Lze k němu dojít ulicemi z centra Jablonného a nedaleko silnice od České Lípy do Jablonného a Liberce. Kolem zámku vede přes mokřady žlutě značená turistická trasa, která směřuje z Jablonného na Jezevčí vrch. Zámek se nachází necelý 1 km od železniční stanice Jablonné na trati 086 z České Lípy do Liberce.

## Nový Falkenburk ve filmu
V roce 1984 zde natáčel režisér Zdeněk Troška film Poklad hraběte Chamaré s Blankou Bohdanovou v hlavní roli.